# Kónya Merlin Renáta
Kónya Merlin Renáta (Szabadka, 1991. október 24. –) magyar színésznő. 

## Életpályája
Anyja Sagmaister Merlin, apja Kónya Róbert. 
A Vajdaságban lévő Zentai Gimnázium elvégzése  után felvételt nyert a Pesti Magyar Színiakadémiára, ahol Lengyel Ferenc, Rubold Ödön és Ruttkai Laura osztályába járt. 2013-2018 között a Kaposvári Egyetem Rippl-Rónai Művészeti Kar színművész szakos hallgatója volt, Uray Péter osztályában.
2018-2020 között a nyíregyházi Móricz Zsigmond Színház tagja volt. 2021-től a József Attila Színház tagja.

## Színpadi szerepei
- April De Angelis: Színházi bestiák – Nell Gwyn
- Ödön von Horváth: Mesél a bécsi erdő – Második Tánti
- Galambos Attila – Szente Vajk: Meseautó – Kovács Vera
- Agatha Christie: Gyilkosság meghirdetve – Simon Júlia
- Huszka Jenő – Martos Ferenc – Bakonyi Károly: Bob herceg – Macintosh
- John Kander – Fred Ebb – Bob Fosse: Chicago – Liz
- Gothár Péter – Selmeczi György – Kapecz Zsuzsa: Diótörő herceg – Anya,, Makrancos Baba–Klárika
- Arthur Miller: Salemi boszorkányok című drámája alapján, Ördögűzők – Tituba
- A. P. Csehov: Sirály – Arkagyina
- William Shakespeare: Rómeó és Júlia – Júlia, Capuletné
- Bertolt Brecht: A városok dzsungelében – Jane Larry
- Karinthy Frigyes művei alapján, Minden másképpen van – Kulumbina, Arabella
- Ingmar Bergman: Jelenetek egy házasságból – Marianne
- Henrik Ibsen: Ha mi holtak feltámadunk – Maya
- Jean–Paul Sartre: Legyek, egzisztencialista móka a terror talaján – Elektra
- Racine: Phaedra – Phaedra
- Carlo Goldoni: Chioggiai csetepaté – Pasqua asszony
- Matei Visniec: Katonák – Bolond lány

## Színpadi mozgás rendezése
- Molier: Don Juan – Szegedi Szabadtéri Játékok

## Film és sorozat szerepei
- Doktor Balaton (sorozat, 2022) – lány

## Díjai
- Józsa Imre-díj (2023)[8]